# Gavril Nagy
Gavril Nagy, także Gábor Nagy (ur. 21 sierpnia 1932 w Târgu Mureș, zm. 4 grudnia 2014 w Los Angeles) – rumuński piłkarz wodny. Reprezentant kraju na igrzyskach olimpijskich w 1956 w Melbourne.
Na igrzyskach wystąpił w 5 meczach, strzelił 4 bramki: dwie Reprezentacji Singapuru i po jednej Jugosławii i Związkowi Radzieckiemu. Rumunia zajęła 8. miejsce w turnieju.
Pięciokrotny mistrz Rumunii (1952-1956), w latach 1954-1956 był kapitanem reprezentacji kraju w piłce wodnej. Nagy był także mistrzem Rumunii w pływaniu i hokeju na lodzie.
W latach 1957–1959 studiował na University of Southern California, następnie pracował w branży filmowej.